# ميشيل أكوستا
ميشيل أكوستا (بالإسبانية: Michel Acosta) (14 فبراير 1988 ببايساندو في الأوروغواي - ) هو لاعب كرة قدم أوروغواني في مركز الوسط. شارك مع منتخب الأوروغواي تحت 17 سنة لكرة القدم. أما مع النوادي، فقد لعب مع نادي ليفربول وPaysandú F.C. ‏ وأتيناس دي سان كارولس وAEK Kouklia ‏ وMurciélagos F.C. ‏.

## وصلات خارجية
- ميشيل أكوستا على موقع الاتحاد الدولي (مؤرشف)  (الإنجليزية)
- ميشيل أكوستا على موقع قاعدة بيانات كرة القدم.إي يو (الإنجليزية)
- ميشيل أكوستا على موقع Soccerway.com (الإنجليزية)